# Johann Sebastian Walch

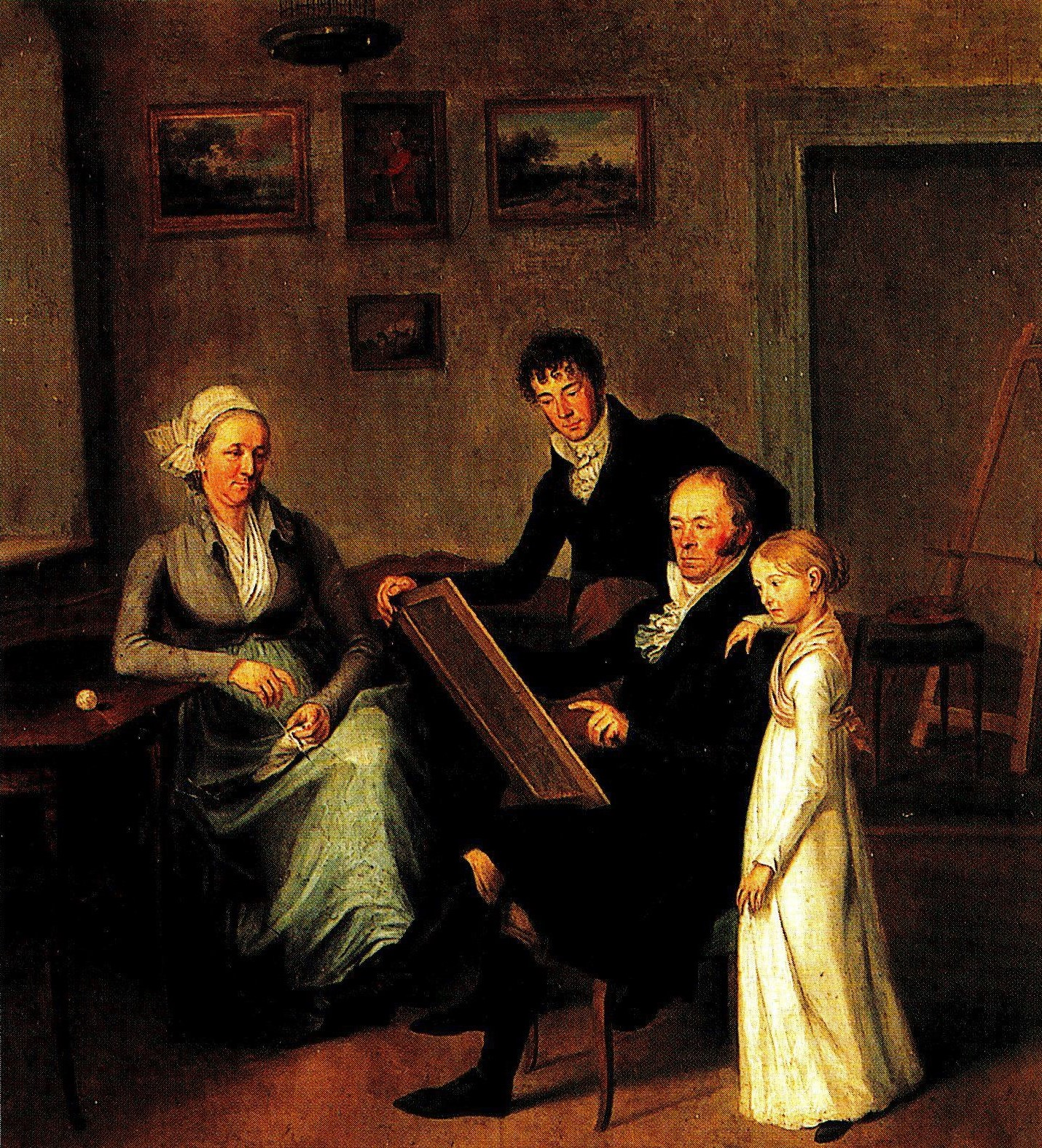
Johann Walch: Selbstbildnis im Kreis seiner Familie (der stehende junge Mann ist Johann Sebastian Walch)

Johann Sebastian Lorenz Walch (* 17. April 1787 in Augsburg; † 9. Dezember 1840 ebenda) war ein deutscher Maler, Graphiker und Verleger.

## Leben
Er war ein Sohn des Kupferstechers und Verlegers Johann Walch (1757–1815) und seiner Frau Anna Regina Will (1759–1837), älteste Tochter des Kupferstechers und Verlegers Johann Martin Will. Sein Taufpate war Johann Lorenz Rugendas. Bei seinem Vater erhielt er seine erste Ausbildung. 1803/04 besuchte er die Wiener Kunstakademie, 1811 die Münchner Kunstakademie. Am 1. November 1813 heiratete er in Augsburg Regina Henriette Christine Troeltsch (1794–1861), Tochter des Kaufmanns Johann Ludwig Troeltsch. Er führte den Verlag seines Vaters weiter und erweiterte ihn um eine Stein- und Buchdruckerei. Er betätigte sich auch als Glasmaler sowie als Portraitmaler.
Sein Sohn Adolf (* 21. August 1815; † 12. Juli 1886) führte den Verlag weiter, sein Sohn Albert (1816–1882) wurde Maler, sein Sohn Julius (* 12. Juni 1820; † 1840) studierte an der Kunstakademie in München und starb noch während seines Studiums.